# الهجوم الأمريكي على اليابان

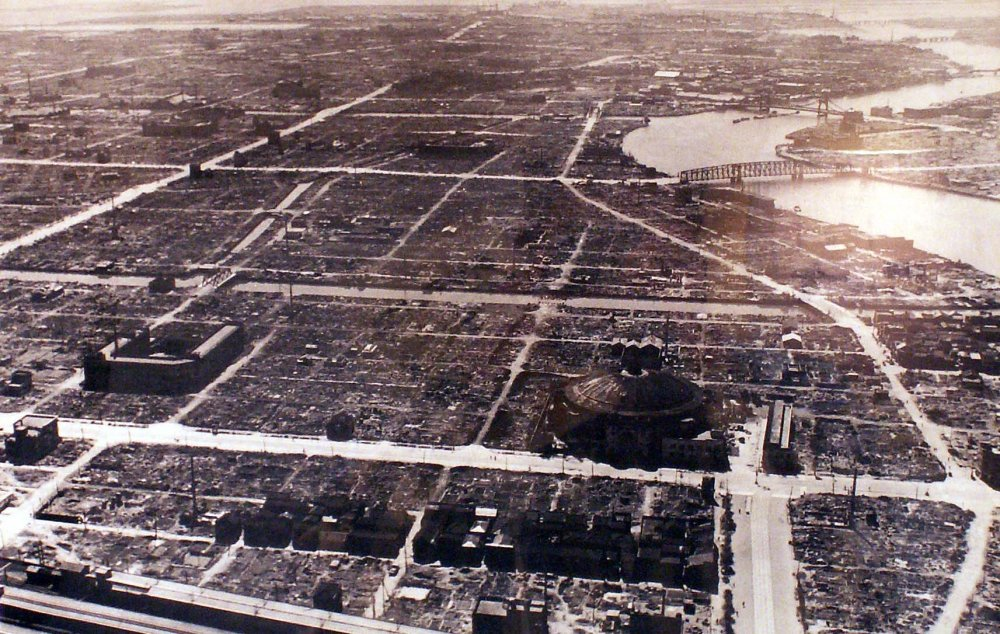
العاصمة اليابانية طوكيو بعد القصف سنة 1945م.

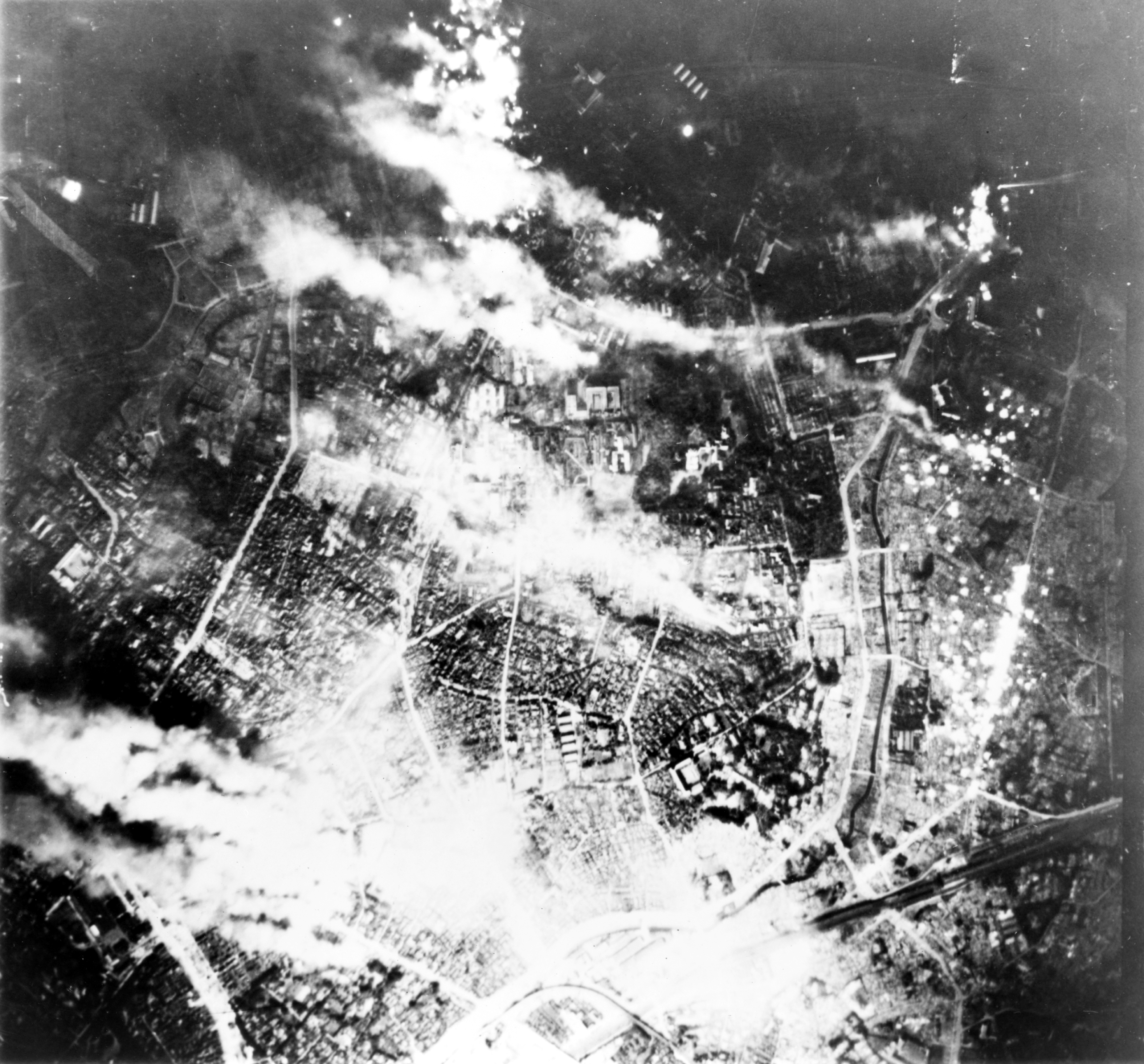
صورة جوية للعاصمة طوكيو أثناء القصف سنة 1945م.

الهجوم الأمريكي على اليابان ، تسمى رسمياً عند الحكومة الأمريكية الحملة العسكرية على اليابان (بالإنجليزية: Japan campaign)‏ (باليابانية: 日本本土の戦い) ، هي حملة عسكرية جوية وبحرية تقوم بها القوات الأمريكية للهجوم على الأراضي اليابانية كمرحلة الأخيرة في حرب المحيط الهادئ من شهر يونيو سنة 1944م إلى أن أستسلمت اليابان في شهر أغسطس 1945م بعد الهجوم النووي على مدينتي هيروشيما وناجازاكي.

## أشهر المعارك داخل اليابان
خاض أهم المعارك التي خسرت اليابان أهم أراضيها ، واجتياح القوات الأمريكية عن طريق البحر هما معركة ايو جيما مابين شهر فبراير ومارس سنة 1945م ، ومعركة أوكيناوا من شهر أبريل إلى يونيو سنة 1945م ، والتي أصبحت في وقتها منطقة عسكرية أمريكية قبل أن تعيد الأراضي إلى الحكومة اليابانية مع إبقاء قاعدتها العسكرية في أوكيناوا منذ عام 1945م إلى يومنا هذا.

## الغارات الجوية
قامت القوات الجوية الأمريكية بعمل غاراتها العسكرية على المنشآت المدنية والتي تسبب بإبادة أكثر من 200 ألف ياباني معظمهم من المدنيين وتشريد أكثر من مليون إنسان ، وكانت أشهرها الغارة الجوية على طوكيو ، وكانت بدأت الفكرة منذ عام 1942م بعد الهجوم على بيرل هاربر .